# کلوکووا
کلوکووا (به لاتین: Klokova) یک کوه در یونان است که در Aetolia-Acarnania واقع شده‌است. کلوکووا ۱٬۰۳۹ متر بالاتر از سطح دریا واقع شده‌است.